# Antonio Panella (militare)
Antonio Panella (Reggio Calabria, 28 novembre 1895 – Veliki Hrib, 27 agosto 1917) è stato un militare italiano.
Tenente della Brigata Messina ed eroe della prima guerra mondiale, fu decorato il 23 marzo 1919 con la medaglia d'oro al valore militare alla memoria.

## Biografia
Come segnalato dai familiari, il nome completo era Antonino e non Antonio (verificato presso gli uffici dell'anagrafe del capoluogo reggino).
Figlio dell'artigiano Francesco e di Saveria Sauleo, visse la sua giovinezza nel rispetto dei valori della famiglia e della Patria. Come molti giovani della sua generazione nel 1915 venne chiamato alle armi e fu iscritto nel 48º Reggimento Fanteria con la ferma di tre anni. Il 27 agosto del 1917, con il grado di tenente, nel tentativo di conquistare il Velibi Krib durante la battaglia della Baiusizza, il giovane Panella trovò la morte a soli ventuno anni.
Le sue spoglie riposano presso il cimitero di Reggio Calabria, sua città natale, che per ricordarlo gli ha intitolato una via del centro storico e uno dei due istituti tecnici industriali. All'ufficiale sono inoltre intitolate delle vie in alcune città sul suolo nazionale, come nella città pitagorica di Crotone e a Fano, che è stata la sede del 94º Reggimento fanteria "Messina".